# Homar
Homar je priimek v Sloveniji, ki ga je po podatkih Statističnega urada Republike Slovenije na dan 1. januarja 2010 uporabljalo 182 oseb.  

## Znani slovenski nosilci priimka
- Aja Ropret Homar, ekonomistka (turizem)
- Leon Homar - Levko (1914—1986), kipar, slikar, likovni pedagog
- Marjana Bremec Homar (*1946), košarkarica
- Miha Homar (*1976?), medicinec in farmacevt, dr. zn.: LEK
- Tone Homar (1926—2021), igralec

## Znani tuji nosilci priimka
- Lorenzo Homar (1913—2004), portoriško-ameriški grafik